# Rebeca Jiménez
Rebeca Jiménez Arranz (Segovia, 25 de junio de 1975) es una cantante y actriz española.
Es hermana mayor de la actriz  Lucía Jiménez.

## Biografía
Nacida el 25 de junio de 1975 en Segovia la vida de Rebeca ha girado siempre en torno a su piano. Desde los 6 años que inició sus estudios musicales en el Conservatorio de Valladolid, tuvo claro que la música formaría parte de su vida. 
Se trasladó a Madrid con 18 años para comenzar la universidad que compaginaba con su preparación como actriz en la Escuela de Juan Carlos Corazza, lo cual le llevó a participar en dos películas: "Shacky Carmine" (1999) y "Entre Abril y Julio" (2002).
Estudiando filología alemana, pasó una temporada en Viena donde formó parte del grupo "Madrid de los Austrias" con el que grabó dos LP "Amor" y "Más amor" y realizó una gira por toda Europa.
A su vuelta a España conoció a David Kano (hoy componente de Cycle) y juntos formaron "Soulsugar" un proyecto de electrónica soul. Más tarde colaboró con Quique González en dos de sus álbumes ("Kamikazes enamorados" y "Ajuste de Cuentas") y le acompañó en numerosos conciertos antes de emprender su carrera en solitario.
"Todo llegará" (2008) fue el primero, bajo el sello de Warner Music. Le siguieron "Valiente" (2011) y "Caminos Infinitos" (2014). Giras que acompañaron numerosas colaboraciones con grandes artistas como Neil Young, Andrés Calamaro, John Fogerty, Coque Malla, Carlos Tarque, Miguel Ríos, Rubén Pozo y Leiva (Pereza), Dani Martín, Rulo y la Contrabanda y muchos otros más.
En 2014 Rebeca emprendió una aventura que le cambiaría la vida. Se trasladó a vivir a México donde enseguida conectó y sintió que parte de su vida pertenecía a este país.
De ahí nacieron la mayor parte de las canciones de su disco "Tormenta y Mezcal" (2016), editado bajo su propio sello Tormenta y Mezcal Magic Records. "Tú verás" es la última canción de este álbum, la primera ranchera compuesta por Rebeca y que vislumbraba el nuevo camino que la artista abría en su carrera.
En México Rebeca se reencuentra con las canciones que le acompañaron en su niñez y adolescencia, ya que desde muy pequeña escuchaba y cantaba folklore latinoamericano. Este sentimiento y amor por el país mexicano, personificado en Chavela Vargas, se va acrecentando más y más con el paso del tiempo y el transcurrir de sus conciertos de la gira "Love" durante los años 2017 y 2018, la cual culmina el 18 de diciembre en la madrileña Sala Galileo, con "la Llorona" como broche de oro por aclamación popular.
Toda su trayectoria más reciente desemboca en la determinación de rendir homenaje a México, su cultura, su gente, su Chavela... "La Llorona" supone el comienzo de su nuevo disco, "La Mexicana" en el cual Rebeca combinará versiones de canciones populares con temas propios compuestos por, desde y para México. #RockRanchero no es más que un mero resumen a modo de factor común si bien se podrán disfrutar tanto de ritmos latinos clásicos como otros llevados a sitios distintos gracias a la convicción de Rebeca en su música y en el viaje que quiere ofrecer a sus fans con esta aventura musical hecha con el alma, el sentimiento y el más profundo respeto hacia el país que en algún momento la vio nacer.

## Discografía

### Con Madrid de los Austrias
- Amor (1999)
- Más Amor (2000)

### Con Quique González
Como pianista.
- Kamikazes enamorados (2003)
- La noche americana (2005)
- Ajuste de cuentas (2006)

### En solitario
- Todo llegará (2008)
- Valiente (2011)
- Caminos Infinitos (2014)
- Tormenta y mezcal (2016)[3]

### Colaboraciones
- El hombre que olvido su nombre de La sonrisa de Julia.
- Para no ver el final de M-Clan.
- Ninguno de dos de Maldita Nerea.
- Stereo de Jaime Anglada, colabora en el tema Palabras que nunca que he dicho.
- Reina de la noche en Bienvenidos: Un tributo a Miguel Ríos.
- ¿Qué quieres de mí? de Taxi.
- Carpe Diem de Cacho.
- El sitio de mi recreo con José Riaza.
- Al lado del camino con Jorge Salán.